# Strobel (Hund)
Der Strobel ist ein Schlag der Altdeutschen Hütehunde, ein bodenständiger Hütehund aus dem süddeutschen Raum.
Im Jahre 1905 schrieb Strebel über den „Deutschen zotthaarigen Schäferhund“:

„Die Rassemerkmale für die zotthaarigen sind genau dieselben, welche für die deutschen Schäferhunde  gelten, nur daß sie das Haarkleid besonders berücksichtigen.“

 Und weiter auf Reichenbach verweisend: 

„Bei dem zotthaarigen Schlage dichtes, langgewelltes, rauh anzufühlendes Haar: das reichliche Kopfhaar fällt, die Augen teilweise bedeckend, nach allen Seiten ab und bildet einen die Schnauze bekleidenden Lippen- und Knebelbart. Die Pfoten sind lang behaart, an der Rute eine Fahne. Die innere Behaarung der Hängeohren ist gleichfalls zotthaarig.“

Sein zotthaariges, wetterfestes Fell kann verschiedene Farben aufweisen, wobei schwarze, getigerte und gelbbackene Tiere in der Population am stärksten vertreten sind. Wie viele dieser Hütehunde ist der Strobel mittelgroß bis groß (ca. 55–70 cm). Je nach Zuchtlinie können die Tiere recht eigenwillig sein und eine gewisse Naturschärfe haben, die sie zum Schutz der ihnen anvertrauten Herde brauchen. Sie gelten als hoch belastbar.